# Nörd

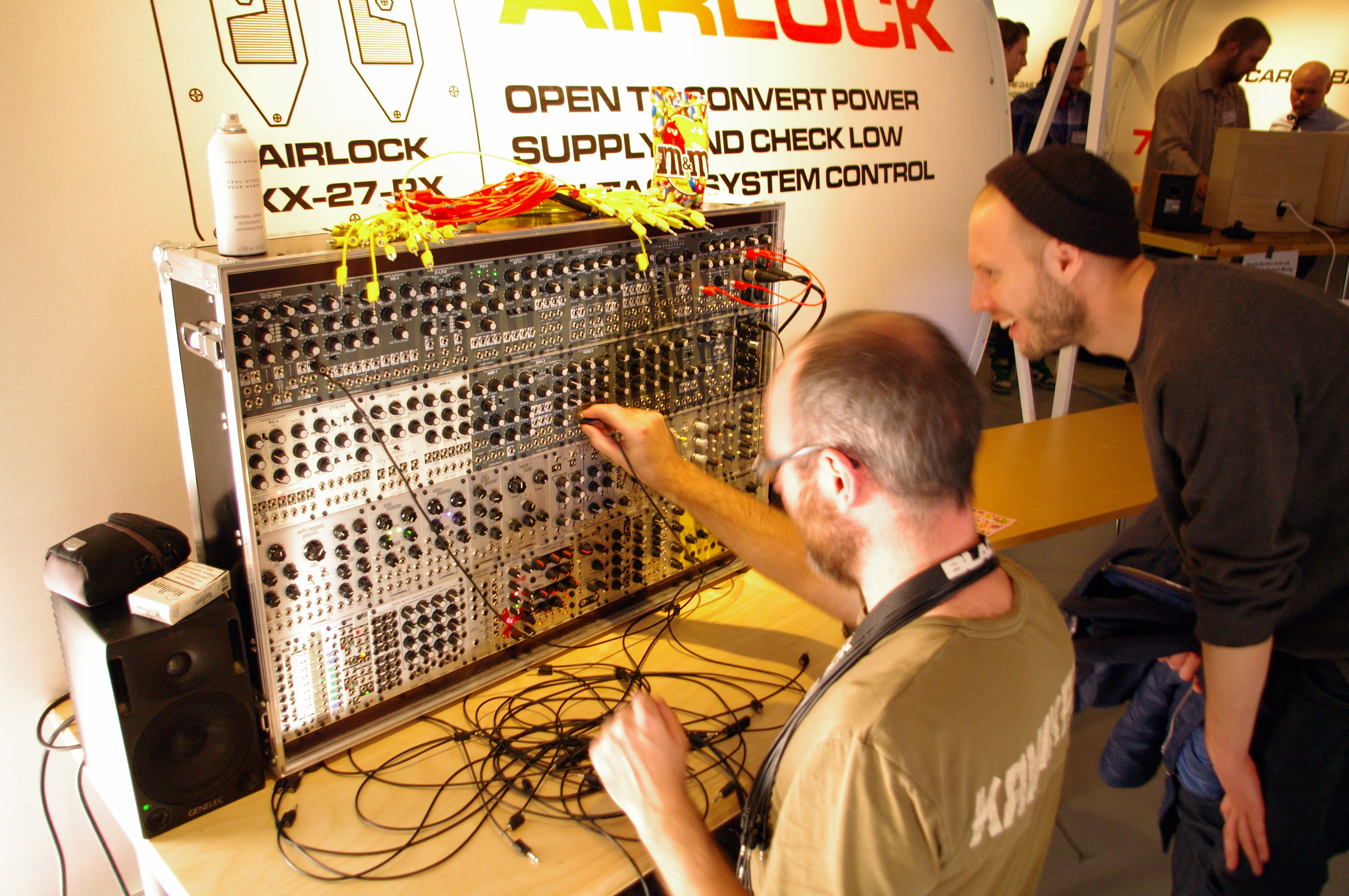
Två tekniknördar som leker med kopplingarna till en analog synt på tekniska museet i Stockholm.

Traditionella nördfördomar: glasögon som resultat av för mycket skärmtid/bokläsning, dålig hy som resultat av social stress, avvikande klädkod på grund av specialintressen och social utstötning.

Nörd-emoji (unicode: U+1F913).

Nörd (av engelska: nerd), ibland fantast, är en benämning på en individ som har stort intresse och kunnighet inom ett eller flera fixerade hobbyintressen eller intresseområden, ofta driven av att ackumulera och besitta kunskap inom dessa intressen. Klichébilden av nördar är akademiskt lagda personer med stort intellekt, men samtidigt viss social utstötning på grund av överintresse.
Begreppet nörd var ursprungligen negativt och användes som förolämpning, ofta synonymt med tönt och dito, men runt 1990-talet började begreppet användas mer självironiskt och har sedan dess utvecklats till ett mer neutralt personbeskrivande begrepp ungefär synonymt med fantast. En extremt fotbollsintresserad person kan till exempel kallas fotbollsnörd etc.
Internationella nörddagen inträffar varje år den 25 maj.

## Etymologi
Engelskans nerd användes första gången 1950 i Dr. Seuss bok If I Ran the Zoo, men då med betydelsen av en särskild djurart. Fram till slutet av 1900-talet användes ordet nörd oftast som negativt slanguttryck, ibland som en direkt synonym till tönt, men idag används ordet mer kontrollerat och neutralt, och brukas positivt minst lika ofta som negativt.
På engelska finns även begreppet dork som är skilt från nerd och som på svenska kan översättas till tönt.

## Definition
En vanlig uppfattning är att så kallade nördar ofta intresserar sig mer för teknik eller naturvetenskap (exempelvis datornörd, biologinörd eller schacknörd) än socialt umgänge. Men ordet är flexibelt och exempelvis kan man ersätta audiofil med ljudnörd eller kalla den som gillar Counter-Strike för cs-nörd.
Det ironiska begreppet social nörd används ibland av nördar om personer som har ett starkt fixerat intresse av socialt umgänge och mänskliga relationer.

## Internationella nörddagen
25 maj är den årliga internationella nörddagen. Dagen har firats i Sverige sedan 2006. En anledning till att det är just den 25 maj är att det datumet 1977 hade världspremiär för filmen Stjärnornas Krig (sedermera omdöpt till Star Wars: Episod IV - Ett nytt hopp), vilket blev starten för det gigantiska kulturfenomenet Star Wars, ett vanligt intresseområde hos nördar.
Internationella nörddagen firas på olika ställen. I Stockholm firas dagen genom att ha ett nördgalleri på Tekniska museet. I galleriet finns bilder på supernördar som har varit på nördcaféet. Caféet har varit öppet sedan 2008.
Några år har det genomförts en parad i Göteborg.

## Vanligt förknippade egenskaper
- Datorintresserad[3]
- Intelligent[3]
- Enkelspårig[3]
- Tekniskt kunnig[3]

## Film och TV
Nördar har framställts i populärkultur, bland annat i filmerna Nördarna kommer! och i dokusåpor som Beauty and the Geek och FC Z.
Fiktiva exempel på karaktärer som ofta betraktas som nördar, är Simpsons-karaktärerna professor Frink, Lisa Simpson, Martin Prince och Jeff Albertson, samt de flesta av huvudfigurerna i komedi-TV-serien The Big Bang Theory.
Johannes Grenzfurthner skapade "Traceroute" (2016), en dokumentärfilm om nördkulturen.